# Belgischer Hip-Hop
Der belgische Hip-Hop wurde maßgeblich von afrikanischstämmigen Rappern aus den ehemaligen belgischen Kolonien Kongo (früher Zaire), Ruanda und Burundi geprägt.
Einer der ersten und bis heute der weitaus erfolgreichste belgischen Hip-Hop-Acts war das eigentlich als House-Projekt konzipierte Projekt Technotronic. Mit der kongolesischstämmigen MC Ya Kid K feierte Technotronic mit Songs wie Pump Up the Jam um 1990 internationale Erfolge und wurde stilbildend für das Hip-House-Genre. 1990 trat Ya Kid K auch der Gruppe Hi-Tek 3 bei, die auf dem Soundtrack zu Teenage Mutant Ninja Turtles zu hören waren.
Der erste bedeutende Poprapper aus Belgien war Benny B, der einen recht marktorientierten Sound pflegte. Dem Report des European Music Office in Music in Europe zufolge war diese Kommerzorientierung einer der Anlässe, dass sich als Gegenreaktion bald auch eine Untergrund Hip-Hop Szene formierte.
In den frühen 1990ern begann die Brüsseler Rapcrew De Puta Madre auf Französisch und Spanisch zu rappen. Sie bekamen Erfolg im Untergrund und sind bis heute sehr respektiert in der belgischen Hip-Hop Szene. In den späten 1990ern zog der ruandische Hip-Hop Pionier J.C. Matata nach Belgien und gründete eine Hip-Hop/Reggae/Zouk Gruppe namens ZAMZAM.
Ebenfalls war in den späten 1990ern im wallonischen Süden des Landes der französischsprachige und -rappende Starflam der größte Name im Business. Eine der vielversprechendsten Bands 2006 scheint Last Prophecy zu sein.

## Liste belgischer Hip-Hop-Musiker
- Stromae
- Damso
- Hamza
- Roméo Elvis